# Желіхув (Західнопоморське воєводство)
Желіхув (пол. Żelichów) — село в Польщі, у гміні Цединя Грифінського повіту Західнопоморського воєводства.
Населення — 178 осіб (2011).
У 1975-1998 роках село належало до Щецинського воєводства.

## Демографія
Демографічна структура станом на 31 березня 2011 року:
|          | Загалом | Допрацездатний вік | Працездатний вік | Постпрацездатний вік |
| -------- | ------- | ------------------ | ---------------- | -------------------- |
| Чоловіки | 85      | 13                 | 65               | 7                    |
| Жінки    | 93      | 17                 | 54               | 22                   |
| Разом    | 178     | 30                 | 119              | 29                   |